# استرکوئل
استرکوئل (به اسپانیایی: Estercuel) یک شهرستان در اسپانیا است که در استان تروئل واقع شده‌است.

## خصوصیات
استرکوئل ۵۵ کیلومترمربع مساحت و ۳۱۴ نفر جمعیت دارد.